# Alfredo Bandelli
Alfredo Bandelli (Pisa, 15 dicembre 1945 – Pisa, 12 marzo 1994) è stato un cantautore italiano. È stato uno dei cantautori più rappresentativi del movimento del '68 italiano.

## Biografia
Nato alla fine del 1945 nella Pisa disastrata dalla guerra, era di famiglia proletaria e dichiaratamente comunista. Suo padre era stato partigiano. Dichiarò una volta di aver sempre sentito cantare ogni sorta di canzone, in casa, da quelle partigiane alle canzonette, e di esservi cresciuto. 
Iscritto alla federazione giovanile del Partito Comunista Italiano, aderì nel 1967 a Potere Operaio e in seguito a Lotta Continua, per tornare nel PCI dopo lo scioglimento di LC e, infine, nel Partito della Rifondazione Comunista. Dapprima carrellista alla stazione ferroviaria di Pisa Centrale, fu costretto poi a emigrare come operaio e manovale in Germania e in Svizzera; tornato in Italia, fu assunto nel 1974 alla Piaggio di Pontedera dalla quale fu invitato a licenziarsi nel 1979 per essersi presentato una mattina con una sveglia al collo per protestare ironicamente contro i controlli assurdi sulle pause dei dipendenti comprese quelle per le necessità biologiche. Fu poi infermiere ausiliario all'Ospedale Cisanello di Pisa.
Scrisse parole e musica di protesta con i pochi accordi che conosceva firmando ogni sua canzoni con la dicitura " Parole e musica del proletariato" sostenendo di aver dato voce alla gente come lui e non trasse alcun profitto economico da ciò. Le sue canzoni divennero ben presto delle vere e proprie "colonne sonore" dei primi sommovimenti del 1968 e del 1969 in Italia. Si tratta de La ballata della Fiat, di Partono gli emigranti, de La violenza (nota anche come La caccia alle streghe), Delle vostre galere un giorno e che furono poi raccolte nel suo unico album pubblicato dai Dischi del Sole, Fabbrica galera piazza.
Da quando son partito militare è una canzone antimilitarista che si inserì particolarmente nel movimento dei cosiddetti Proletari in divisa (secondo la definizione di Lotta Continua) attivi nei primi anni '70.
Iscritto dapprima alla Federazione Giovanile del Partito Comunista Italiano (FGCI), fu militante combattivo del Potere Operaio pisano poi confluito in Lotta Continua. Le sue canzoni, per lo più legate alle proprie esperienze di vita, il servizio militare, la militanza politica, la prigione, l'emigrazione in Germania circolarono anonime. Bandelli, come detto, in quell'epoca sapeva a malapena fare gli accordi per i suoi brani che furono altri a interpretare e a far conoscere, soprattutto Pino Masi. Grazie a Masi La violenza (La caccia alle streghe) divenne un vero e proprio inno, colonna sonora insieme a Contessa di Paolo Pietrangeli delle lotte di massa del '68. Bandelli in seguito imparò a suonare la chitarra e nel 1974 incise Fabbrica, galera, piazza per i Dischi del Sole, che rimarrà l'unico suo disco pubblicato in vita.
Ha detto di sé: "Il linguaggio che uso non so bene da cosa ha preso, sono troppo ignorante per saperlo, certo è che l'unica musica che mi piace sono le canzoni popolari, fin da quando ero bambino e mio padre per anni mi cantava le canzoni partigiane: era l'unica forma di divertimento; fino a sedici anni non ho avuto né radio né televisione e le scuole elementari le ho fatte quasi tutte in un collegio per poveri. Ricordo quando mio padre raccoglieva cicche e stracci e passavo lunghe giornate con lui in giro: mi raccontava fatti bellissimi che gli erano successi da partigiano, mi raccontava di un mondo diverso dove i poveri erano eroi e sparavano per cacciare i fascisti e i padroni. Ebbene io a quei racconti mi ci aggrappavo come a un'ancora di salvezza. Ecco la mia matrice culturale".
Nel 1982 è tra i fondatori con Enrico Capuano e Franco Fosca della SACS,  organizzazione militante nazionale che aveva come obiettivo la diffusione di una musica fuori dalle imposizioni del mercato ufficiale.
Alfredo Bandelli è morto a Pisa nel 1994 per un male incurabile. Sua figlia Evelin Bandelli è divenuta pure un'apprezzata cantrice e autrice popolare del circuito al di fuori del mercato.

## Discografia
- 1974 - Fabbrica galera piazza (Dischi del Sole)[5]

- 1995 - La poesia operaia (Blond Records, registrazioni di brani inediti)